# 第167步兵師 (德國國防軍)
德國國防軍陸軍第167步兵師（德語：167. Infanterie-Division）是納粹德國國防軍陸軍的一個步兵師。該師於1939年11月在慕尼黑組建。
該師組建後，首次作戰為參與1940年入侵法國行動。1941年6月，該師參與巴巴羅薩行動，此後一直在東線作戰。
該師在第聶伯河-喀爾巴阡山脈攻勢期間受重創，於1944年2月解散，同年10月重建，並改編為第167國民擲彈兵師（德語：167. Volksgrenadier-Division）。該師於同年12月調至西線，參與阿登攻勢。
該師最後於1945年3月被殲。

## 註腳
1. ↑  Mitcham（2007年）